# 胡貝雅
布萊兒·華爾道夫（Blair Cornelia Waldorf），美國熱門電視劇《花邊教主》中的主角，她在第三季讀了纽约大学。第四季轉學至哥倫比亞大學。

## 家庭背景

### 電視劇
布萊爾·華朵芙出生於紐約上東城（Upper East Side）的一個富裕家庭，她爸爸是哈洛·華朵芙(Harold Waldorf)，媽媽是愛琳諾·華朵芙(Eleanor Waldorf)。布萊爾為家中獨女，所以總是嬌滴滴的，很“大小姐”脾氣。中学时，她父親愛上了一個男人並跟他到法國居住，使她大受打擊。後來，她又多了位是猶太繼父，叫羅曼(Cyrus Rose)，並帶來一名兒子叫Aaron Rose。布萊爾家中还有一名女仆叫朵洛塔(Dorota)。

## 感情生活
- 歐尼特
  - 第一段：
    - 開始："Pilot"前 (1.01)
    - 結束："Victor, Victrola" (1.07)
      - 原因：胡貝雅發現歐尼特心中愛的是韋倩蓮。

  - 第二段：
    - 開始："Hi, Society" (1.10)
    - 結束："A Thin Line Between Chuck and Nate" (1.13)
      - 原因：歐尼特發現胡貝雅和白齊克做愛。

  - 第三段：
    - 開始："Remains of the J" (2.20)
    - 結束："Valley Girls " (2.24)
      - 原因：貝雅觉得她和歐尼特只是中学的旧回忆。
- 白齊克
  - 第一段：
    - 開始：（不公開） "Victor, Victrola" (1.07)（公開） "Seventeen Candles" (1.8)
    - 結束："Hi, Society" (1.10)
      - 原因：胡貝雅認為他只想擾亂她。

  - 第二段：
    - 開始："Much 'I Do' About Nothing" (1.18)
    - 結束："Summer, Kind of Wonderful" (2.01) 
      - 原因：白齊克害怕跟她一起的话，不能再做花花公子。

  - 第三段：
    - 開始："The Goodbye Gossip Girl" (2.25)
    - 結束："Inglourious Bassterds" (3.17)
      - 原因：白齊克為了取回自己的酒店出賣胡貝雅。

  - 第四段：
    - 開始："Last Tango, Then Paris" (3.22)
    - 結束："Last Tango, Then Paris" (3.22)
      - 原因：胡貝雅發現白齊克跟韓珍妮上床。
- 貝曼加(Marcus Beaton)
  - 開始："Summer Kind of Wonderful"前 (2.01)
  - 結束："The Ex-Files" (2.04)
    - 原因：胡貝雅發現Marcus和她繼母Catherine有一腿。
- 拜吉達(Carter Baizen)
  - 第一段：
    - 開始："The Age of Dissonance" (2.18)
    - 結束："The Grandfather" (2.19)
      - 原因：拜吉達离开了城市。

- Louis Frédéric Grimaldi(formally Prince Louis of Monaco)
  - ex-husband of Blair Waldorf